# خانه عدلی
خانه عدلی مربوط به دوره قاجار است و در دزفول، محله پیرنظر واقع شده و این اثر در تاریخ ۱۷ اسفند ۱۳۸۱ با شمارهٔ ثبت ۷۵۸۵ به‌عنوان یکی از آثار ملی ایران به ثبت رسیده است.